# لينكولن (مقاطعة بوينس آيرس)
لينكولن (بالإسبانية: Lincoln, Buenos Aires Province)‏ هي منطقة سكنية تقع في الأرجنتين في Lincoln Partido. يقدر عدد سكانها بـ 26,919 نسمة وترتفع عن سطح البحر 76 متر.

## أعلام
- موريسيو ألمادا
- بابلو فونتانيلو
- غويلرمو سواريز
- روبرتو عازار
- اينزو مارتينيز